# Costa de la Rebollosa (Olius)
La Costa de la Rebollosa és una costa dels pobles de Brics (Olius) i Llobera (Solsonès) situada a ponent de la masia de la Rebollosa.